# NGC 4639
NGC 4639 est une galaxie spirale barrée située dans la constellation de la Vierge. Sa vitesse par rapport au fond diffus cosmologique est de 1 338 ± 23 km/s, ce qui correspond à une distance de Hubble de 19,7 ± 1,4 Mpc (∼64,3 millions d'al). NGC 4639 a été découverte par l'astronome germano-britannique William Herschel en 1784.
La base de données NASA/IPAC classifie NGC 4639 comme une spirale intermédiaire, mais la barre au centre de cette galaxie est visible à la fois sur l'image du relevé SDSS et sur celle prise par le télescope spatial Hubble.

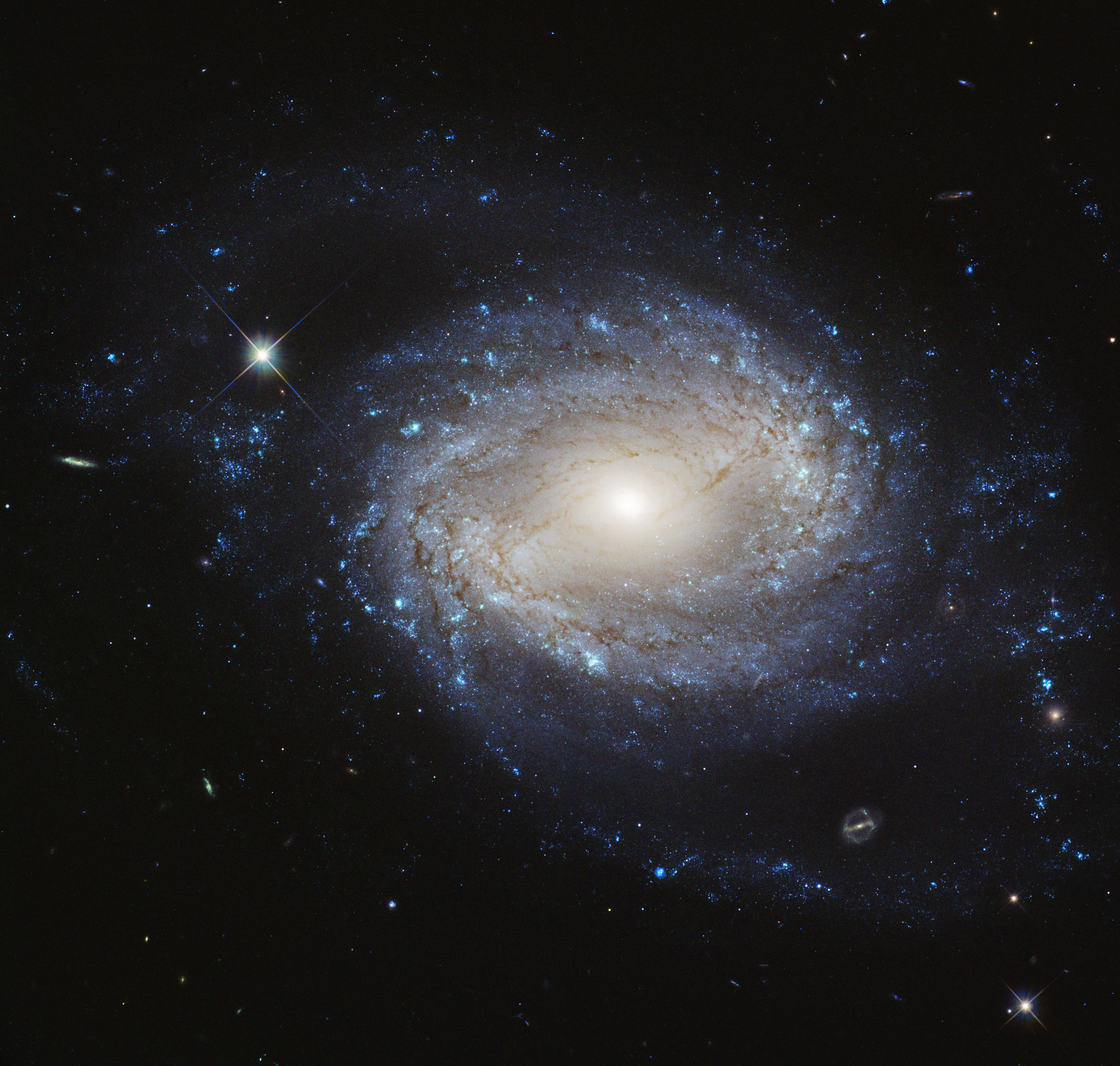
Sur cette image du télescope spatial Hubble, on peut clairement voir la barre au centre de NGC 4369.

La classe de luminosité de NGC 4639 est II-III et elle présente une large raie HI. C'est aussi une galaxie active de type Seyfert 1.
À ce jour, 76 mesures non basées sur le décalage vers le rouge (redshift) donnent une distance de 22,603 ± 2,630 Mpc (∼73,7 millions d'al), ce qui est à l'intérieur des valeurs de la distance de Hubble. Cependant, cette galaxie, comme plusieurs de l'amas de la Vierge, est relativement rapprochée du Groupe local et on obtient souvent une distance de Hubble très différente en raison de leur mouvement propre dans le groupe où l'amas où elles sont situées. Notons que c'est avec la valeur moyenne des mesures indépendantes, lorsqu'elles existent, que la base de données NASA/IPAC calcule le diamètre d'une galaxie.

## Trou noir supermassif
Selon les auteurs d'un article publié en 2012, la masse du trou noir supermassif au centre de NGC 4639 est de 7,1 millions de {\displaystyle M_{\odot }}. La connaissance de sa masse et de son taux d'accrétion permet d'estimer le taux de formation d'étoiles dans la région centrale des galaxies de type Seyfert. Ce taux pour cette galaxie serait à l'intérieur et à l'extérieur d'un rayon de 1 kpc respectivement de 0,021 {\displaystyle M_{\odot }}/an  et de 0,12 {\displaystyle M_{\odot }}/an
.

## Supernova
La supernova SN 1990N a été découverte dans NGC 4639 le 23 juin par l'astronome français Éric Thouvenot à l'observatoire de la Côte d'Azur. Cette supernova était de type Ia,. Étant donné sa proximité, cette supernova a été utilisée pour déterminer la distance de NGC 4639 et pour calibrer davantage la détermination des distances des galaxies basées sur la méthode des céphéides.

## Groupe de M87, de M60 et l'amas de la Vierge
Selon A.M. Garcia, 4639 est membre du groupe de M87 (NGC 4486). Ce groupe de galaxies comprend au moins 96 membres, dont 53 apparaissent au New General Catalogue et 17 à l'Index Catalogue.
D'autre part, la plupart des galaxies du New General Catalogue, dont NGC 4639, et seulement quatre de l'Index Catalogue du groupe de M87 apparaissent  dans une liste de 227 galaxies d'un article publié par Abraham Mahtessian en 1998. Cette liste comporte plus de 200 galaxies du New General Catalogue et une quinzaine de galaxies de l'Index Catalogue. On retrouve dans cette liste 11 galaxies du Catalogue de Messier, soit M49, M58, M60, M61, M84, M85, M87, M88, M91, M99 et M100.
Toutes les galaxies de la liste de Mahtessian ne constituent pas réellement un groupe de galaxies. Ce sont plutôt plusieurs groupes de galaxies qui font tous partie d'un amas galactique, l'amas de la Vierge. Pour éviter la confusion avec l'amas de la Vierge, on peut donner le nom de groupe de M60 à cet ensemble de galaxies, car c'est l'une des plus brillantes de la liste. L'amas de la Vierge est en effet beaucoup plus vaste et compterait environ 1300 galaxies, et possiblement plus de 2000, situées au cœur du superamas de la Vierge, dont fait partie le Groupe local,.
De nombreuses galaxies de la liste de Mahtessian se retrouvent dans onze groupes décrits dans l'article d'A.M. Garcia, soit le groupe de NGC 4123 (7 galaxies), le groupe de NGC 4261 (13 galaxies), le groupe de NGC 4235 (29 galaxies), le groupe de M88 (13 galaxies, M88 = NGC 4501), le groupe de NGC 4461 (9 galaxies), le groupe de M61 (32 galaxies, M61 = NGC 4303), le groupe de NGC 4442 (13 galaxies), le groupe de M87 (96 galaxies, M87 = NGC 4486), le groupe de M49 (127 galaxies, M49 = NGC 4472), le groupe de NGC 4535 (14 galaxies) et le groupe de NGC 4753 (15 galaxies). Ces onze groupes font partie de l'amas de la Vierge et ils renferment 396 galaxies. Certaines galaxies de la liste de Mahtessian ne figurent cependant dans aucun des groupes de Garcia et vice versa.